# Эй (буква)
Эй  (ჱ, груз. ეჲ) — восьмая буква классического грузинского алфавита.

## Использование
В грузинском языке обозначала дифтонг [eɪ], была исключена из алфавита Обществом по распространению грамотности среди грузин и заменена сочетанием ეი. Числовое значение в изопсефии — 8 (восемь).
Используется в сванском языке для обозначения звука [eː].
В системах романизации грузинского письма передаётся как ē (ISO 9984, ALA-LC), ey (BGN/PCGN
1981).

## Написание
| Асомтаврули | Нусхури | Мхедрули |
| ----------- | ------- | -------- |
|             |         |          |

## Кодировка
Эй асомтаврули и эй мхедрули включены в стандарт Юникод начиная с самой первой его версии (1.0.0) в блоке «Грузинское письмо» (англ. Georgian) под шестнадцатеричными кодами U+10C1 и U+10F1 соответственно.
Эй нусхури была добавлена в Юникод в версии 4.1 в блок «Дополнение к грузинскому письму» (англ. Georgian Supplement) под шестнадцатеричным кодом U+2D21; до этого она была унифицирована с эй мхедрули.
Эй мтаврули была включена в Юникод в версии 11.0 в блок «Расширенное грузинское письмо» (англ. Georgian Extended) под шестнадцатеричным кодом U+1CB1.